# Impact environnemental de l'eau en bouteille

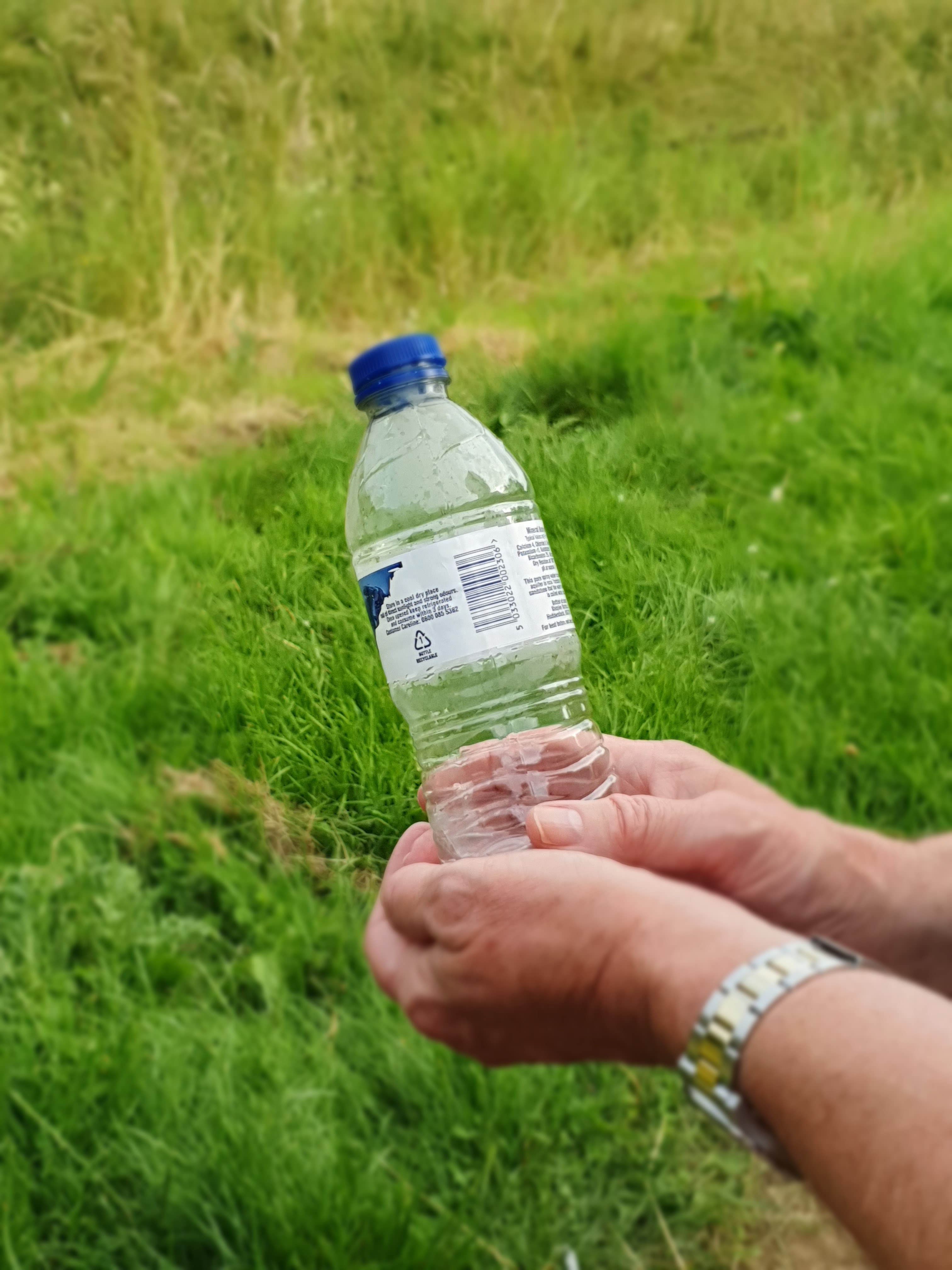
Bouteille d'eau en plastique

L'impact environnemental de l'eau en bouteille est présent tout au long de sa chaîne (de l'extraction des matières premières jusqu'au traitement des déchets). Cet impact est grandissant du fait d'une consommation qui croît d'année en année.

## Contexte
La matière première utilisée pour la fabrication est le plus souvent du plastique, de l'acier, de l'aluminium (canette) ou du verre (souvent des bouteilles consignées). L'essentiel du marché de l'eau vendue en bouteille est détenu par quelques groupes dont Coca-Cola,,, Nestlé (avec sa filiale Nestlé Waters), Danone et PepsiCo,. 
La consommation d'eau en bouteille s'est élevée à 89 milliards de litres en 2016 (en progression de 5 % cette année là). La consommation d'eau en bouteille a doublé entre 1997 et 2004. Il y a eu 480 milliards de bouteilles produites dans le monde en 2016, la production n'était que de 300 milliards en 2006. Ce sont 20 000 unités qui sortent chaque seconde des usines de mise en bouteille.
En France, en 2018, c'est 135 litres d'eau en bouteille par personne qui étaient consommés soit 9,1 milliards de litres pour l'ensemble du pays. Cela représente 25 millions de bouteilles quotidiennement.
Pourtant, 2/3 de la population française boit tous les jours l'eau du robinet et ce chiffre tend à augmenter avec le temps,. Les Américains en consomment 26 milliards de litres, les Mexicains 18 milliards et 12 milliards pour les Brésiliens et les Chinois. Les plus gros consommateurs par personne sont les Mexicains avec 250 litres d'eau en bouteille par an et par personne quand la moyenne mondiale n'est que de 50 litres.
Le marché européen de l'eau en bouteille représentait 12 milliards d'euros en 2018.
Selon l'EFBW, en 2019, les pays qui consomment le plus d'eau en bouteille en Europe sont l'Italie (200 litres/personne/an), l'Allemagne (168), le Portugal (140). À l'inverse, les pays qui en consomment le moins sont la Suède (10), la Finlande (17) et le Danemark (20). Selon cette même source, l'eau en bouteille représente près de la moitié (48 %) des boissons non alcoolisées.

## Pollutions

### Surexploitation des nappes phréatiques
Les nappes phréatiques sont parfois surexploitées par les entreprises d'eau en bouteille. Nestlé est par exemple accusé de prélever trop d'eau dans la source de Vittel, en Floride et au Brésil,,,.

### Ressources consommées pour la mise en bouteille
La fabrication des bouteilles pour les États-Unis seuls consomme 1,5 million de barils par an avec 159 litres par baril. La fabrication d'une bouteille de 1 litre consomme entre 0,1 et 0,33 litre de pétrole,.
La mise en œuvre d'une matière plastique utilise souvent des granulés industriels semi-finis. Une quantité importante de ces granulés plastiques se retrouve dans le milieu naturel.
De nombreux additifs toxiques (plomb, cadmium en particulier) ont été utilisés pour la fabrication de certaines matières plastiques courantes, telles que le PVC. Les bouteilles peuvent aussi contenir du bisphénol A.
Lorsque l'eau est vendue en bouteille de verre, l'utilisation de 1 kg de verre génère 0,81 kg de CO2 et ce malgré un taux de collecte du verre de 70 %. Pour les canettes, l'usage d'1 kg d'acier primaire consomme 6,284 kWh et émet 2,221 kg de CO2, 1 kg d'acier recyclé requiert 3,763 kWh et cause l'émission de 0,938 kg de CO2. De son côté, l'aluminium primaire consomme 43,525 kWh et émet 7,803 kg de CO2 tandis que celui de la filière recyclée ne consomme que 2,656 kWh et émet 0,562 kg de CO2.
La fabrication de la bouteille représente 71 % des émissions de gaz à effet de serre de la filière avec 30 % pour la fabrication des résines de plastique, 8 % pour l'étape de moulage et 33 % pour le nettoyage, le remplissage, l'entreposage et le packaging. Au total, une bouteille non recyclée aura nécessité 0,1 litre de pétrole, 42 litres de gaz, 80 grammes de charbon et 2 litres d'eau,,. Selon les fabricants, l'empreinte eau d'une bouteille est de 0,12 litres par litre de contenant.
Selon l'ADEME, la consommation d'un litre d'eau en bouteille émet 400 grammes de CO2 contre 0,1 gramme par litre d'eau du robinet.
La mise en bouteille d'un litre d'eau nécessite plus d'un litre d'eau prélevé du fait des pertes. En 2011 , c'est 1,63 litre qui était nécessaire contre 1,81 litre en 2007 grâce à une amélioration des processus.

### Transport
En moyenne, une bouteille d'eau réalise 300 km de l'embouteillage jusqu'à son recyclage,. Ces déplacements nécessitent de l'énergie et causent des émissions de CO2.
Certaines eaux comme l'eau FIJI a parcouru plus de 20 000 km au moment de sa consommation en Europe de l'Ouest, son impact environnemental est estimé 12 000 fois supérieur à celui de l'eau du robinet. Autrement dit, s'hydrater pendant une journée avec de l'eau FIJI émet autant de CO2 que de s'hydrater pendant 32 ans avec de l'eau du robinet.
Le transport de l'eau en bouteille correspond à 30 % des émissions de l'ensemble du cycle de vie de la bouteille.

### Traitement des déchets

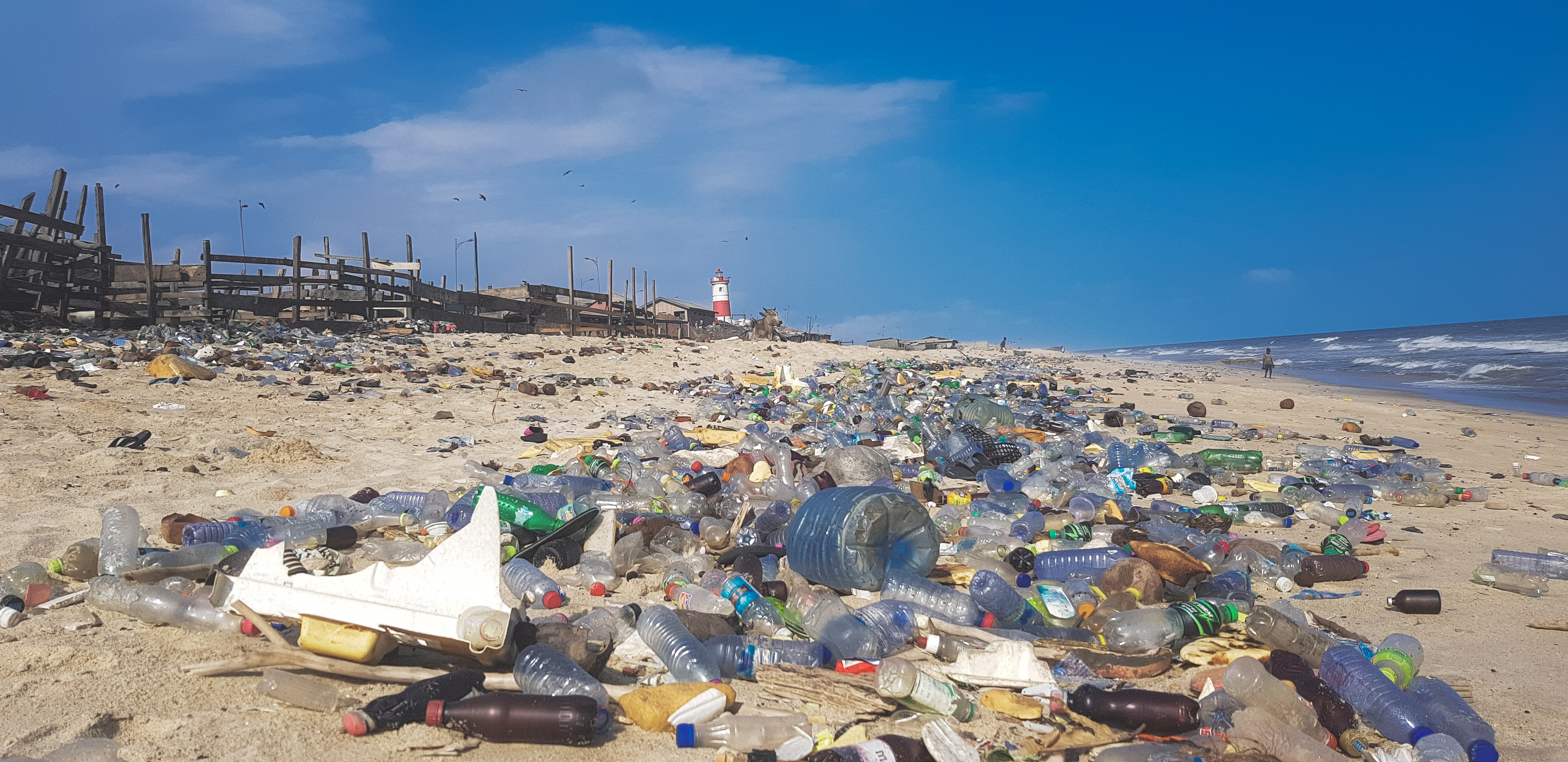
Plage polluée au Ghana.

Le PVC, qui a longtemps dominé le marché de l'eau en bouteille, était difficile à recycler et à incinérer (sa combustion est une source d'acide chlorhydrique, de dioxine, de furane et d'autres organochlorés écotoxiques).
Lorsque le plastique est brûlé il dégage des fumées toxiques chargées de plomb, cadmium, etc.
Chaque année, plus de 10 millions de tonnes de plastiques finissent dans les mers et les océans. Les microplastiques se retrouvent dans tous les environnements aquatiques à travers le monde. Le plastique n'est que peu biodégradable, il se transforme en microplastique qui peut être absorbé par les animaux filtreurs et les poissons et intégrer ainsi la chaîne alimentaire. Le temps de dégradation dans la nature est estimé entre 100 et 1 000 ans. On estime que 80 millions de tonnes flottent actuellement dans les océans du globe.
Le plastique peut aussi tuer des animaux plus grands (albatros, tortues, etc.) en s'accumulant dans leur gésier ou estomac sans pouvoir être dissous par les sucs gastriques. On a dénombré 660 espèces qui avaient consommé du plastique.
En 2012, le taux (approximatif) de recyclage des plastiques est égal à 2 % au niveau mondial, à 25 % en Europe et à 20 % en France.
En France, le taux de recyclage des bouteilles en plastique est de 58 %. Au Mexique, le pays qui a le record de consommation d'eau en bouteille par personne, seules 20 % des bouteilles ont une seconde vie.
Selon l'ADEME, l'incinération de 1 kg de PET génère 2 229 grammes de CO2.